# Kremlin.ru
Kremlin.ru est le site officiel du président de la fédération de Russie. Il a été lancé en janvier 2000. Le contenu du site Web est sous licence Creative Commons Attribution 4.0 International.

## Contenu
Le site Web publie tous les contenus publiés par le service de presse présidentiel en russe et en anglais, en particulier les transcriptions des discours présidentiels russes.

## Histoire
Le site Web du président de la Russie a été lancé en janvier 2000 et a été radicalement retravaillé en 2001-2002, ce qui a abouti à la publication d'une deuxième version le 20 juin 2002, suivie d'une version anglaise un an plus tard. Le 19 janvier 2004, une version pour enfants a été publiée et a appelé le président de la Russie - aux citoyens d'âge scolaire .".
Une troisième version a été publiée le 20 juin 2004, seulement trois mois après l'élection présidentielle russe.
Une quatrième version est sortie le 31 août 2009 avec une version anglaise le 3 juin 2010.
La cinquième version actuelle est sortie le 8 avril 2015[réf. nécessaire].
Le 11 mai 2010, le site est devenu l'un des trois premiers sites du domaine .ru,.
Le 20 juillet 2012, le site a été la cible d'une attaque DDoS[réf. nécessaire] , et en 2013, le site a été bloqué au Turkménistan,. 
Le 24 février 2022, le site a été brièvement indisponible par intermittence en raison d'attaques DDoS, en réaction aux incursions militaires russes en Ukraine. Quelques jours après l'attaque, le site Web est revenu en ligne et est actuellement actif.